# Жалдак Валерій Олександрович
Валерій Олександрович Жалдак (нар. 5 лютого 1977, село Яхники, тепер Миргородського району Полтавської області) — український політичний діяч, 1-й заступник голови, т.в.о. голови Кіровоградської обласної адміністрації (з 15 квітня по 27 травня 2021). Заслужений юрист України.

## Життєпис
1995—2000 навчався в Інституті міжнародних відносин КНУ ім. Шевченка за спеціальністю «Міжнародне право».
2000—2002 — працював у департаменті міжнародного права Міністерства юстиції України, займався питаннями адаптації законодавства України до законодавства ЄС.
2002—2008 — радник з правових питань координатора проєктів ОБСЄ в Україні.
2008 — керівник юридичної служби Міністерства у справах сім'ї, молоді та спорту України.
2009—2013 — працював на керівних посадах у державних органах з підготовки та проведення в Україні турніру УЄФА Євро-2012.
2016—2019 — директор департаменту міжнародного співробітництва та європейської інтеграції, директор департаменту інтелектуальної власності Міністерства економіки України.
2019—2020 — директор юридичного департаменту Міністерства культури, молоді та спорту України.
З квітня по вересень 2020 року — заступник Міністра молоді та спорту України з питань європейської інтеграції.
З вересня 2020 року — 1-й заступник голови Кіровоградської обласної державної адміністрації.
З 15 квітня по 27 травня 2021 року — т.в.о. голови Кіровоградської обласної адміністрації, замінив на цій посаді Андрія Назаренка. 27 травня звільнений з посади, його місце посіла Марія Чорна.

## Нагороди та відзнаки
- Заслужений юрист України[7]